# Michail Alexandrowitsch Fedonkin

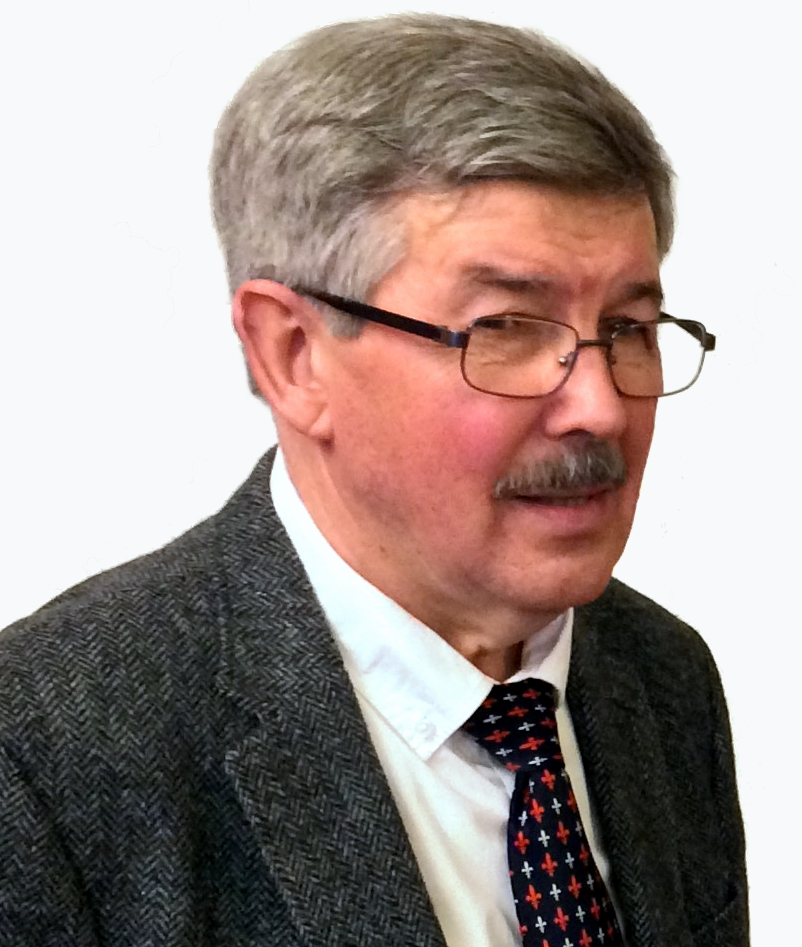
M. A. Fedonkin, 2017

Michail Alexandrowitsch Fedonkin (russisch Михаил Александрович Федонкин, häufig nach der englischen Transkription Mikhail A. Fedonkin zitiert; * 19. Juni 1946 in Orechowo-Sujewo) ist ein russischer Paläontologe und Pionier der Erforschung präkambrischer Weichkörper-Fossilien.

## Leben und Werk
Fedonkin studierte Geologie an der Lomonossow-Universität und ist seit 1978 am Paläontologischen Institut der Russischen Akademie der Wissenschaften in Moskau. 1978 wurde er mit der Arbeit Weichkörper-Fauna und fossile Spuren des Vendium in der nördlichen russischen Plattform promoviert (Kandidatentitel) und 1985 habilitiert (russischer Doktortitel) mit der Arbeit Weichkörper-Fauna des Vendium und ihr Platz in der Evolution der Metazoen. Seit 1985 ist er leitender Wissenschaftler und seit 1992 leitet er am Paläontologischen Institut das Labor für präkambrische Organismen. Außerdem leitet er die Abteilung Bio-Geochemie. Er ist Honorary Research Fellow der Monash University.
Er organisierte mehr als 40 Expeditionen (darunter neben Russland nach Kanada, Australien, Norwegen, Polen, Spanien und den USA) und veröffentlichte mehr als 200 Forschungsarbeiten, darunter 11 Monographien.
Neben Paläobiologie und Stratigraphie des Proterozoikums und Kambriums befasst er sich auch mit der Paläoökologie und Bio-Geochemie der frühen Organismen einschließlich Paläoklimatologie und Geschichte des Stoffwechsels und des Enzymsystems früher Organismen.
1997 wurde er korrespondierendes Mitglied und 2008 Vollmitglied der Russischen Akademie der Wissenschaften. Er ist stellvertretender Akademiesekretär des Bereichs Geowissenschaften. Er ist stellvertretender Vorsitzender des nationalen Geologen Komitees in Russland und von russischer Seite in verschiedenen internationalen geowissenschaftlichen Ausschüssen unter anderem bei der UNESCO.
Er ist der Erstbeschreiber einiger Fossilien der Ediacara-Fauna wie Hiemalora stellaris (1982), Onega stepanovi (1976), Nimbia occlusa (1980) sowie von Horodyskia moniliformis (2000, mit Ellis Yochelson).
1997 erhielt er die Charles Doolittle Walcott Medal.

## Schriften
- Biota des Weißen Meeres aus dem Vendium (Präkambrische Weichkörper Fauna aus der nordrussischen Plattform), Abhandlungen aus dem Geologischen Institut, Moskau, Nauka, Band 342, 1981, S. 1–100 (russisch)
- Organische Welt des Vendium, Moskau, VINITI 1983, S. 1–128 (russisch)
- Weichkörper Fauna und ihr Platz in der Evolution der Metazoen, Abhandlungen des Paläontologischen Instituts, Band 226, 1987 (russisch)
- mit James Gehling, Kathleen Grey, Guy Narbonne, Patricia Vickers-Rich The rise of animals - evolution of diversification of the kingdom Animalia, The Johns Hopkins University Press 2007
- Precambrian metazoans, in D. E. G. Briggs, P. R. Crowther (Herausgeber) Palaeobiology. A Synthesis, Blackwell Scientific Publ., 1990, S. 17–24.
- Fedonkin, Runnegar Proterozoic metazoan trace fossils, in J. William Schopf, Cornelius Klein (Herausgeber) Proterozoic biosphere. A multidisciplinary study, Cambridge University Press 1992
- mit T. P. Crimes Evolution and dispersal of deepsea traces, Palaios, Band 9, 1994, S. 74–83
- Geobiological trends and events in the Precambrian biosphere. in O.H. Walliser (Herausgeber: Global Events and Event Stratigraphy in the Phanerozoic: Results of the International Interdisciplinary Cooperation in the IGCP-Project 216 "Global Biological Events in Earth History"), Springer-Verlag, 1996, S. 89–112.
- mit J. H. Lipps, A. G. Collins: Evolution of biological complexity: Evidence from geology, paleontology and molecular biology, in R. B. Hoover (Herausgeber) Instruments, Methods, and Missions for Astrobiology. Proceedings of The International Society for Optical Engineering, vol. 3441, 1998, S. 138–148.
- Fedonkin The origin of the Metazoa in the light of the proterozoic fossil record, Paleontological Research, Band 7, 2003, S. 9–41